# え!これ知らなかったの?
『え!これ知らなかったの?』（え!これしらなかったの?）は、2013年2月17日と11月27日にTBS系列で放送された特別番組（教養クイズ番組）。

## 放送時間
- 第1回：日曜14:00 - 14:54（JST。『スパニチ!!』枠）
- 第2回：水曜19:00 - 20:54（JST。『水トク!・第2期』枠）

## 主な出演者

### MC
第1回
- 石坂浩二
- 設楽統（バナナマン）
- 古谷有美（TBSアナウンサー）

第2回
- 石坂浩二
- 久本雅美
- 枡田絵理奈（TBSアナウンサー）

### 解答者ゲスト
- 第1回…えなりかずき、狩野英孝、柴田理恵、眞鍋かをり、森永卓郎、矢口真里
- 第2回…市毛良枝、狩野英孝、キンタロー。、児嶋一哉（アンジャッシュ）、白鳥久美子（たんぽぽ）、スギちゃん、八田亜矢子、宮川俊二、本村健太郎、吉村作治

## ネット局と放送時間

### 第1弾
| 放送対象地域  | 放送局                | 系列    | 放送日時                    | 遅れ日数  |
| ------------- | --------------------- | ------- | --------------------------- | --------- |
| 関東広域圏    | TBSテレビ（TBS）      | TBS系列 | 2013年2月17日 14:00 - 14:54 | 制作局    |
| 青森県        | 青森テレビ（ATV）     | TBS系列 | 2013年3月3日 13:00 - 13:54  | 14日遅れ  |
| 岡山県 香川県 | 山陽放送（RSK）       | TBS系列 | 2013年3月17日 13:00 - 14:00 | 28日遅れ  |
| 山梨県        | テレビ山梨（UTY）     | TBS系列 | 2013年3月21日 9:55 - 10:50  | 32日遅れ  |
| 山口県        | テレビ山口（tys）     | TBS系列 | 2013年3月21日 13:55 - 14:50 | 32日遅れ  |
| 岩手県        | IBC岩手放送（IBC）    | TBS系列 | 2013年3月31日 14:00 - 14:54 | 42日遅れ  |
| 北海道        | 北海道放送（HBC）     | TBS系列 | 2013年3月31日 16:00 - 17:00 | 42日遅れ  |
| 愛媛県        | あいテレビ（ITV）     | TBS系列 | 2013年3月31日 16:00 - 16:54 | 42日遅れ  |
| 大分県        | 大分放送（OBS）       | TBS系列 | 2013年4月3日 13:55 - 14:49  | 45日遅れ  |
| 福島県        | テレビユー福島（TUF） | TBS系列 | 2013年4月13日 16:00 - 16:54 | 55日遅れ  |
| 新潟県        | 新潟放送（BSN）       | TBS系列 | 2013年5月29日 20:00 - 20:54 | 101日遅れ |
| 鹿児島県      | 南日本放送（MBC）     | TBS系列 | 2013年6月8日 16:00 - 16:54  | 111日遅れ |
| 宮城県        | 東北放送（TBC）       | TBS系列 | 2013年6月14日 24:35 - 25:35 | 117日遅れ |

### 第2弾
| 放送対象地域  | 放送局                | 系列    | 放送日時                     | 遅れ日数   |
| ------------- | --------------------- | ------- | ---------------------------- | ---------- |
| 関東広域圏    | TBSテレビ（TBS）      | TBS系列 | 2013年11月27日 19:00 - 20:54 | 制作局     |
| 北海道        | 北海道放送（HBC）     | TBS系列 | 2013年11月27日 19:00 - 20:54 | 同時ネット |
| 宮城県        | 東北放送（TBC）       | TBS系列 | 2013年11月27日 19:00 - 20:54 | 同時ネット |
| 山形県        | テレビユー山形（TUY） | TBS系列 | 2013年11月27日 19:00 - 20:54 | 同時ネット |
| 福島県        | テレビユー福島（TUF） | TBS系列 | 2013年11月27日 19:00 - 20:54 | 同時ネット |
| 静岡県        | 静岡放送（SBS）       | TBS系列 | 2013年11月27日 19:00 - 20:54 | 同時ネット |
| 中京広域圏    | 中部日本放送（CBC）   | TBS系列 | 2013年11月27日 19:00 - 20:54 | 同時ネット |
| 石川県        | 北陸放送（MRO）       | TBS系列 | 2013年11月27日 19:00 - 20:54 | 同時ネット |
| 広島県        | 中国放送（RCC）       | TBS系列 | 2013年11月27日 19:00 - 20:54 | 同時ネット |
| 愛媛県        | あいテレビ（ITV）     | TBS系列 | 2013年11月27日 19:00 - 20:54 | 同時ネット |
| 長崎県        | 長崎放送（NBC）       | TBS系列 | 2013年11月27日 19:00 - 20:54 | 同時ネット |
| 鹿児島県      | 南日本放送（MBC）     | TBS系列 | 2013年12月14日 15:00 - 16:54 | 17日遅れ   |
| 岡山県 香川県 | 山陽放送（RSK）       | TBS系列 | 2014年1月3日 8:54 - 10:54    | 37日遅れ   |
| 新潟県        | 新潟放送（BSN）       | TBS系列 | 2014年1月12日 15:00 - 16:54  | 46日遅れ   |
| 岩手県        | IBC岩手放送（IBC）    | TBS系列 | 2014年1月16日 14:55 - 16:49  | 50日遅れ   |
| 鳥取県 島根県 | 山陰放送（BSS）       | TBS系列 | 2014年1月26日 14:00 - 15:54  | 60日遅れ   |
| 長野県        | 信越放送（SBC）       | TBS系列 | 2014年2月1日 12:10 - 14:00   | 66日遅れ   |
| 近畿広域圏    | 毎日放送（MBS）       | TBS系列 | 2014年3月2日 24:50 - 26:50   | 95日遅れ   |
| 青森県        | 青森テレビ（ATV）     | TBS系列 | 2014年3月29日 14:00 - 15:54  | 122日遅れ  |

## 主なスタッフ
第1回
- ナレーター：武田広
- 問題読み：山本舞衣子
- 構成：上野耕平、小関雅志
- TP：深谷高史
- SW：藤江雅和
- CAM：横山政照
- VE：原啓教
- MIX：本間祥吾
- LD：谷口明美（FLT）
- 美術プロデューサー：伊藤隆
- 美術デザイン：坂根洋子
- 美術制作：串岡良太郎
- 装置：尻無浜宏人
- 小道具装飾：柳美帆
- 化粧：冨張優
- メカシステム：濱口利行、梅本孝
- 編集：伴圭史
- EED：佐々木正和
- MA：細川尚史
- 音効：藤代広太
- 技術協力：ニユーテレス
- イラストレーター：宇佐美千絵子
- 編成：渡辺信也
- 宣伝：河野裕之
- TK：野村佳乃子
- AD：田村英士、持山勇太、岸正太郎
- ディレクター：長井貴仁、三本管悠
- 演出：鴨下潔
- プロデューサー：富田茂、谷知明
- 製作：TBSビジョン、TBS